# راسبورا
الراسبورا أو الراسبورة (الاسم العلمي: Rasbora) هي جنس من الأسماك تتبع فصيلة الشبوطيات من رتبة شبوطيات الشكل.  وهي أسماك موطنها موطنها الأصلى ماليزيا وسنغافورة وجزر سومطرة ويصل طولها إلى 5 سم ( ويوجد منها أنواع تصل إلى 12 سم )، ويمتد عمرها إلى 6 أعوام، كما يمكنها العيش في الأحواض الصغيرة بلا مشاكل لكن الأحواض المزروعة جيدا تبقى مناسبة لها أكثر. تحتاج درجة حموضة ن 6:0 إلى 7:5، ودرجة حرارة من 23 إلى 28 مئوية. تتميز تلك السمكة بالجسم الأسطوانى المضغوط والمثلث الموجود في أخر الجسم. 

## أنواع الراسبورة
- راسبورة أنيقة
- راسبورة بورنيونية
- راسبورة ثلاثية الخطوط
- راسبورة حمراء الظهر
- راسبورة كامنة
- راسبورة درنية
- راسبورة رقيقة
- راسبورة سومطرية
- راسبورة شاحبة
- راسبورة شائعة
- راسبورة معرقة
- راسبورة عقدية
- راسبورة شمالية
- راسبورة صفراء الذيل
- راسبورة صينية
- راسبورة فضية
- راسبورة فليبنية
- راسبورة فيتنامية
- راسبورة قطعاء
- راسبورة كالبارية
- راسبورة كبيرة الشفة
- راسبورة لوفايونة
- راسبورة مبقعة الذيل
- راسبورة مزخرفة
- راسبورة ناحلة الجسم